# Товариство української студіюючої молоді ім. М. Міхновського
Товариство української студіюючої молоді ім. М. Міхновського (ТУСМ) — студентська ідеологічна націоналістична організація, заснована в Західній Німеччині на з'їзді в Ляйпгаймі (грудень 1949) з членів і прихильників ЗЧ ОУН. Сшершу осідок Головної Управи був у Мюнхені, з 1955 року — в Північній Америці. Головами товариства в різний час були: Григорій Васькович, М. Кравчук, В. Будзяк, Б. Кульчицький, Б. Футала, А. Лозинський.
У більших скупченнях української еміграції діють місцеві осередки ТУСМ, а в США і Канаді також крайові управи. У роки найінтенсивнішої праці ТУСМ нараховувало 300—350 членів. У 1970 році засновано з колишніх членів-студентів Сеньйорат ТУСМ, який очолювали М. Богатюк, К. Савчук, М. Сосновський. Крайові управи разом з управою Сеньйорату творять Світову управу ТУСМ. ТУСМ влаштовує студійні конференції на ідеологічні й політичні теми. Видавало неперіодично журнали «Фенікс», «Інформаційний бюлетень» (1950–1964), місцеві бюлетені та «Сторінки ТУСМ» в українських газетах.